# Cowes
Cowes (/kaʊz/), a veces llamado West Cowes, es un puerto inglés de la villa y parroquia civil del mismo nombre en la isla de Wight, una isla al sur de Southampton. Cowes está situado en la orilla oeste de la desembocadura del río Medina frente a la ciudad más pequeña de East Cowes en la orilla oriental. Las dos ciudades están unidas por el Cowes Floating Bridge, un transbordador de cadena.
Leland, en el siglo XIX, las describe poéticamente como las ciudades  "The two great Cowes that in loud Thunder ROAR, This on the eastern, that the western shore" .
El castillo de Cowes es la sede del Real Escuadrón de Yates. La ciudad acoge uno de los eventos deportivos más antiguos del mundo, la Semana de Cowes, que se celebra anualmente durante la primera semana de agosto y que incluye la Admiral’s Cup y su legendaria Fastnet Race. 
La población, de 9.663 habitantes en el censo de 2001 y de 10.405 en el de 2011, se duplica durante esa semana.
Gran parte de la arquitectura de la ciudad todavía está fuertemente influida por el estilo de edificio adornado que popularizó el príncipe Alberto de Sajonia-Coburgo-Gotha. La residencia real anterior del Castillo de Osborne, utilizada por Alberto y su mujer la reina Victoria del Reino Unido, es situada al este de la ciudad.